# ثيوأسيتال

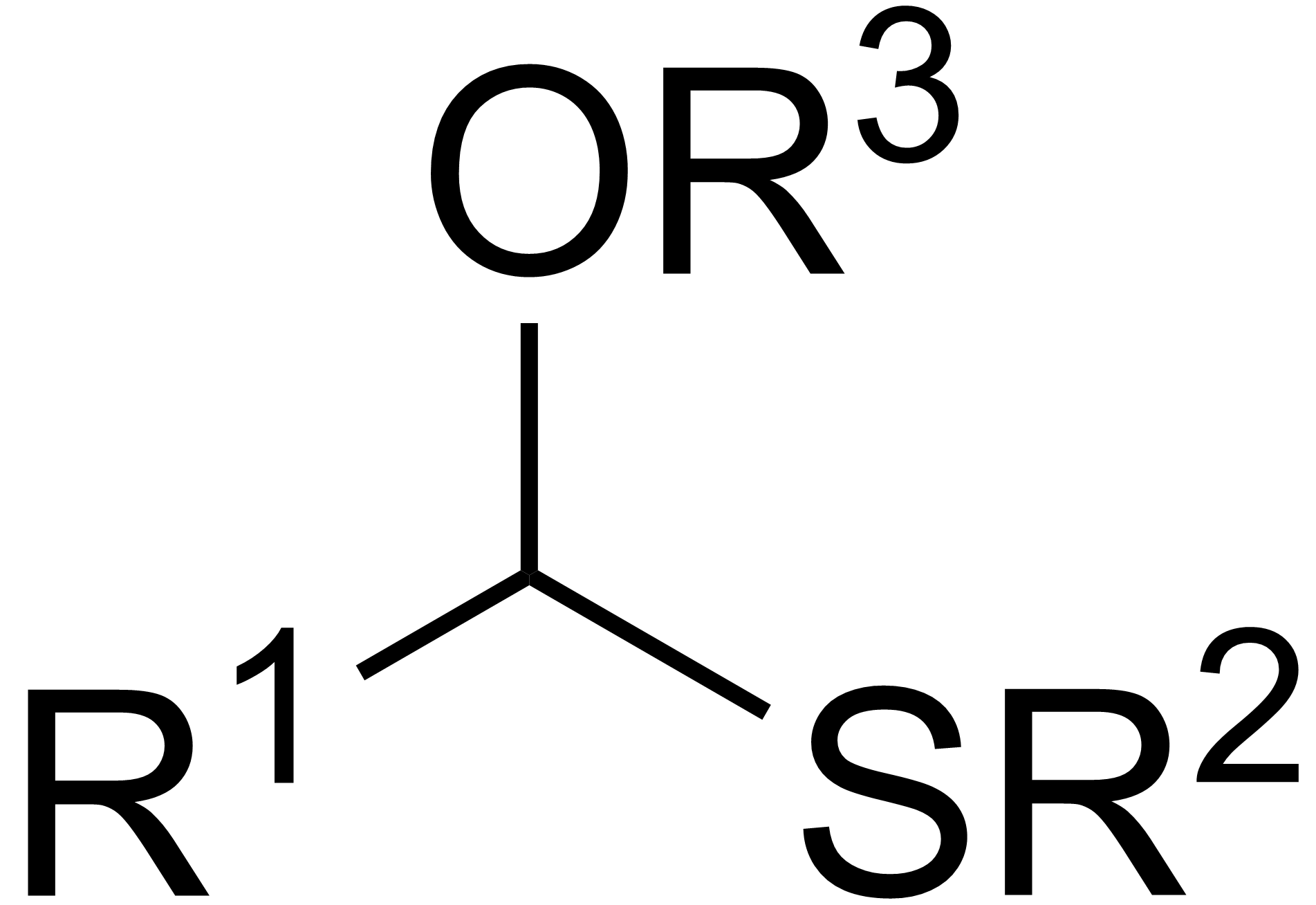
الصيغة العامة لمركب ثيوأسيتال.

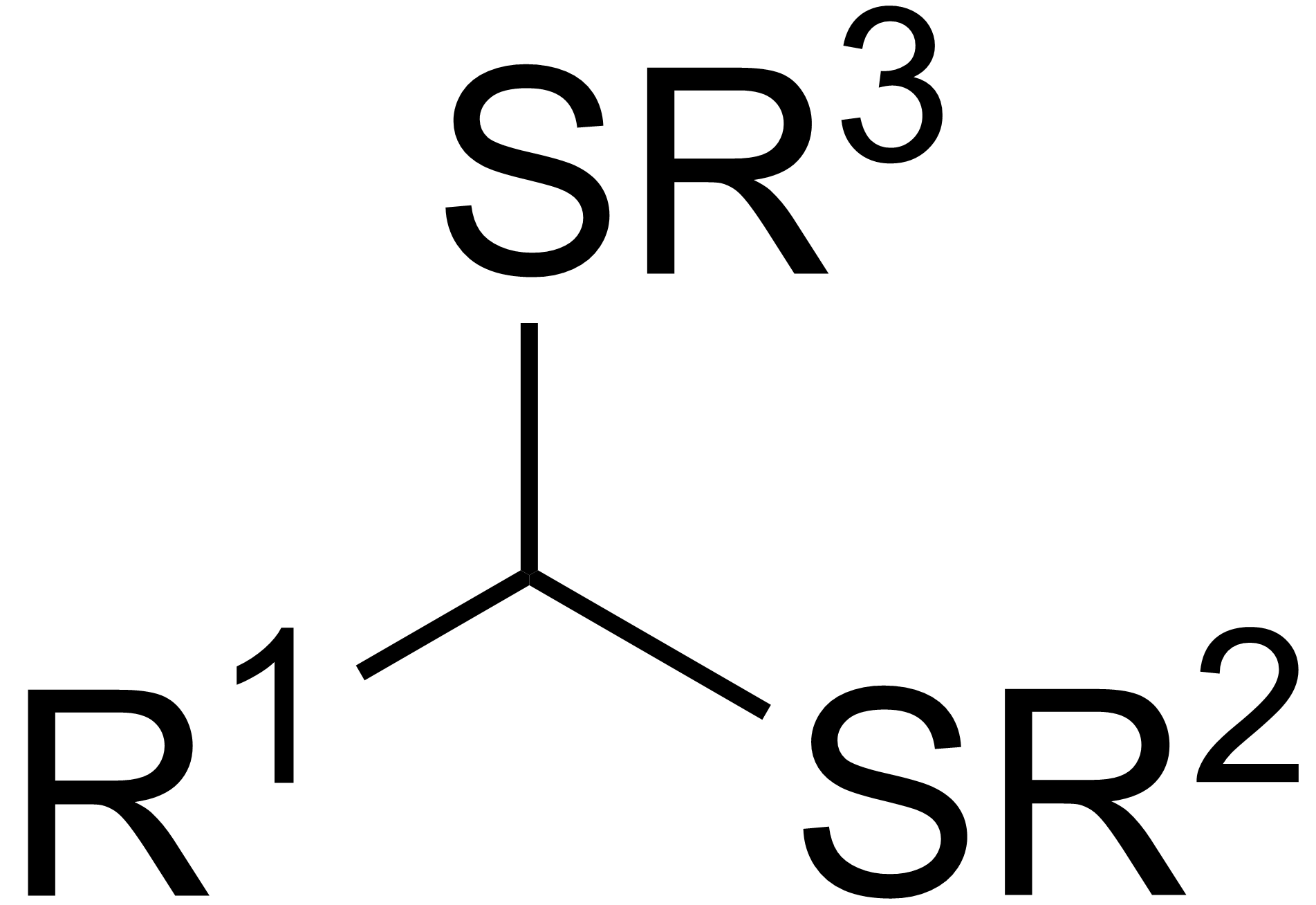
الصيغة العامة لمركب ثنائي ثيوأسيتال.

ثيو‌أسيتال في الكيمياء هي مجموعة وظيفية مشابهة بنيوياً لمجموعة الأسيتال ولكن مع احتوائها على عنصر كبريت في البنية. هناك صنفان من مركبات ثيو‌أسيتال وهي أحادي ثيو‌أسيتال وثنائي ثيو‌أسيتال. تكون مركبات أحادي ثيو‌أسيتال أقل انتشاراً وشيوعاً، ولها الصيغة العامة RC(OR')(SR")H، في حين أن مركبات ثنائي ثيو‌أسيتال أكثر شيوعاً ولها الصيغة العامة RC(SR')2H في حال كانت متناظرة، و RC(SR')(SR")H في حال عدم التناظر.

## التحضير
تحضر مركبات ثيوأسيتال المختلفة من تفاعل تكاثف مركبات الثيول أو ثنائي الثيول مع الألدهيدات. تتم هذه التفاعلات من خلال تشكل مركبات وسطيةعلى شكل نصف ثيوأسيتال Hemithioacetal.
يتم في العملية فصل جزيء ماء من وسط التفاعل، كما يتم التفاعل عادةً بوجود حفاز حمضي.

## الاستخدامات
لمركبات ثيو‌أسيتال المستحصلة من تفاعل الألدهيدات مع 2،1-ثنائي ثيول الإيثان أو 3،1-ثنائي ثيول البروبان أهمية في الاصطناع العضوي.
تستخدم مركبات ثنائي ثيوأسيتال في الكيمياء العضوية من أجل حماية مجموعة الكربونيل.

## اقرأ أيضاً
- ثيوكيتال
- أسيتال